# دمى خيزران اتشيزن
دمى خيزران اتشيزن (باليابانية: 越前竹人形) رواية للكاتب الياباني تسوتومو ميزوكامي، نشرت عام 1963.

## الاقتباس
اقتبست رواية ميزوكامي إلى فيلم روائي طويل في عام 1963 للمخرج كوزابورو يوشيمورا، وتم اقتباسها لمسلسل تلفزيوني في عامي 1966 و 1973. كما حول ميزوكامي روايته إلى مسرحية، كما فعل مع العديد من أعماله.